# هیروشی کانازاوا
هیروشی کانازاوا (به انگلیسی: Hiroshi Kanazawa) بازیکن فوتبال اهل ژاپن و عضو تیم ملی فوتبال ژاپن است که در تاریخ ۱۳ مه ۱۹۳۴ میلادی اولین بازی ملی‌اش را انجام داد. او در ۲ بازی ملی حضور داشت و آخرین بازی ملی خود را در تاریخ ۱۵ مه ۱۹۳۴ میلادی انجام داد. هیروشی کانازاوا در بازی‌های ملی‌اش
گلی به ثمر نرساند.